# Marion (Alabama)
Marion és una població dels Estats Units a l'estat d'Alabama. Segons el cens del 2000 tenia 3.511 habitants.

## Demografia
Segons el cens del 2000, Marion tenia 3.511 habitants, 1.184 habitatges, i 819 famílies. La densitat de població era de 128,1 habitants/km².
Dels 1.184 habitatges en un 31,4% hi vivien nens de menys de 18 anys, en un 38,8% hi vivien parelles casades, en un 25,3% dones solteres, i en un 30,8% no eren unitats familiars. En el 28,9% dels habitatges hi vivien persones soles el 12,6% de les quals corresponia a persones de 65 anys o més que vivien soles. El nombre mitjà de persones vivint en cada habitatge era de 2,57 i el nombre mitjà de persones que vivien en cada família era de 3,17.
Per edats la població es repartia de la següent manera: un 27,5% tenia menys de 18 anys, un 15,7% entre 18 i 24, un 21,5% entre 25 i 44, un 18,7% de 45 a 60 i un 16,6% 65 anys o més.
L'edat mediana era de 31 anys. Per cada 100 dones hi havia 80,7 homes. Per cada 100 dones de 18 o més anys hi havia 72,9 homes.
La renda mediana per habitatge era de 24.330 $ i la renda mediana per família de 29.663 $. Els homes tenien una renda mediana de 27.422 $ mentre que les dones 20.240 $. La renda per capita de la població era d'11.934 $. Aproximadament el 28,4% de les famílies i el 33,4% de la població estaven per davall del llindar de pobresa.

## Poblacions més properes
El següent diagrama mostra les poblacions més properes.